# ホットエンターテイメント
ホットエンターテイメント（HOT ENTERTAINMENT）は、日本のアダルトビデオメーカー。

## 沿革
1991年3月29日設立。制作会社としてスタート。設立当時の代表取締役は、梶俊吾。
初期にはビデオ映画や劇場用映画なども手掛けていた。
その後ビデオ倫理協会に加盟しレンタルビデオに参入。
甲斐正明、川崎軍二など監督名を冠しレンタル回転数を競わせた。
甲斐正明の「顔は〇〇カラダは車中シリーズ」はテレビでも取り上げられ話題になった。
その後2008年7月からは審査団体を日本映像ソフト制作・販売倫理機構（制販倫）に移る。
2010年1月に「勇気あるナンパ　年の差15歳以上の可愛い熟々おばさんをゲット!!」をリリース。この作品以後熟女・人妻の作品が増えていった。
2021年5月31日をもって配信作品の委託をFANZAから撤退（DVDなどパッケージ作品の販売は継続）。
かつては、秋秀人、サバス堀中、堀内ヒロシなどが在籍した。

## コンテスト
1999年のドキュメント映画『駅弁』は、ベルリン国際映画祭参加、デンマークのナット映画祭正式招待作品。
2008年のAVグランプリでは、グランプリステージに『空前絶後の100人ナンパ大作戦』でエントリーした。

## 公然わいせつ容疑で逮捕
2008年5月27日、警視庁保安課はホットエンターテイメント制作販売の作品「渋谷路上 ダンプ・FUCK（出演：三浦亜沙妃）」を撮影した際（撮影日は2007年7月20日）、東京都渋谷区東急電鉄渋谷駅近くの路上にて、同日午後2時50分ごろから約20分間、ダンプカーの荷台でわいせつな行為をしたとして、公然わいせつの疑いでホットエンターテイメント本社、同社社長宅など4カ所を家宅捜査した。ダンプカーの荷台には囲いがあったが覆いがなく、高い場所や電車の中からは性行為が見える状態となっていた。警視庁保安課は同容疑で、同年6月20日までに、同社社長兼AV監督の梶俊吾、AV男優の末藤為雄、AV女優の三浦亜沙妃ら計7人を逮捕した。また三浦は自宅に大麻、コカインを隠し持っていたことから大麻取締法違反などで現行犯逮捕された。逮捕された全員が容疑を認めていると報道された。
 

## 主なレーベル
- ホットエンターテイメント
- 人妻
- おばCh
- ティッシュザフェチィッシュ
- NICKSTARS
- 円
- 熱遊人
- 山崎
- 甲斐正明
- KISS一番
- TOKYO LUV TRENDY

## 主なシリーズ（レーベル別）
人妻
- 人妻ナンパ中出しイカセ
- 夜勤中の人妻看護師覗き
- ファーストクラス絶品妻ナンパ 連続イカセFUCK 生中出し
- 人妻GET 私的で喰った人妻と不倫生中出し！

おばCh
- 一流のおば様ナンパ セレブ美熟女中出しJAPAN
- おばチラGET 実在する無垢な熟女の恥じらいEXPRESS
- 出張マッサージの美熟女にセンズリ見せつけ猥褻
- 美魔女ナンパ！！
- 勇気あるおばさん オトコ大好き！グイグイ熟女が未来ある若者を超強引GET！！
- 「母親を興奮させてどうするの？」息子の勃起に欲情した母親が本気でねだる!! 近親○姦生中出し

ティッシュザフェチィッシュ
- センズリ鑑賞会 恥じらい素人娘に見せつけちゃいました
- 熟女が恥らうセンズリ鑑賞

熱遊人
- ウブちらGET 街角素人っ娘にパンチラ見せてとリアル軟派！
- 泥酔お姉さん ピュアな素肌が僕の股間を刺激する
- 母親の目を盗んで息子のズボンを脱がす訪問販売員の美熟女

NICKSTARS
- ホットプレゼンツ 奥手な貴方へ贈る・・・綺麗な上に感度もバッチリなお姉さんがしてくれる燃え上がってしまう筆下ろし

山崎
- 仲良し母娘ナンパ 友達みたいな雰囲気の親子にHなアンケートをお願いして禁断ギリギリの恥体験をさせる！
- 人妻デリヘル中出し潮吹かせ どんなに綺麗な人妻もこれで頼めば80％ヤラせてくれる舐め奉仕術！！

KISS一番
- 東京レズコレクション！！素人レズナンパ
- 東京レズコレクション！！レズ痴漢

甲斐正明
- 闇営業中のフル勃起エステ
- マジ友の前で羞恥 街頭で女の子2人組をナンパして友達の前で淫らな行為をさせる

島袋
- 午前3時のスナックママハンター
- ちょっと美人妻ナンパ！！